# Guatteria gracilipes
Guatteria gracilipes är en kirimojaväxtart som beskrevs av Robert Elias Fries. Guatteria gracilipes ingår i släktet Guatteria och familjen kirimojaväxter. Inga underarter finns listade i Catalogue of Life.